# コロンビアジリス
コロンビアジリス (Urocitellus columbianus) は、哺乳綱ネズミ目（齧歯目）リス科に分類されるジリスの1種。
カナダおよびアメリカ合衆国の緑草高地や高原の草地に、群れで生息する。学名の columbianus は、生息地のひとつであるブリティッシュコロンビア州を指す。

## 分布
カナダブリティッシュコロンビア州南東部、アルバータ州南西部、アメリカ合衆国ワシントン州北部および東部、オレゴン州北東部、アイダホ州北部および中部、モンタナ州西部

## 形態
体長（全長）325-410ミリメートル、尾長80-116ミリメートル、体重340-812グラム、平均576グラム。
がっしりした大きな体、密集した被毛、背部の肉桂色がかった黄褐色の被毛が特徴。顔や腹部は黄褐色。目には薄い淡黄色の縁取りがある。背中は灰色がかった濃い茶褐色。

## 生態

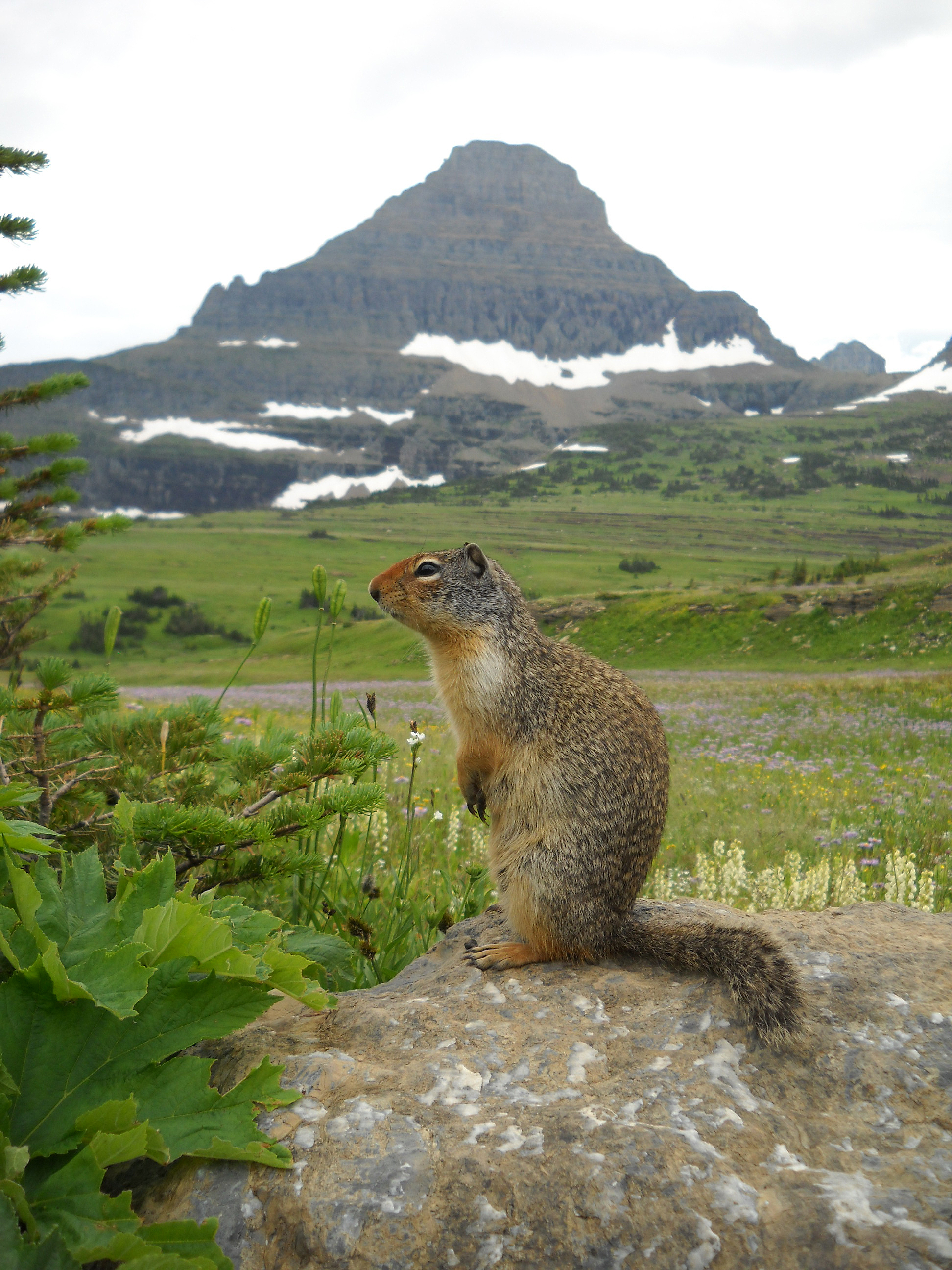
モンタナ州グレイシャー国立公園ローガン峠の近くにて、レイノルズ山を背景に立つコロンビアジリス

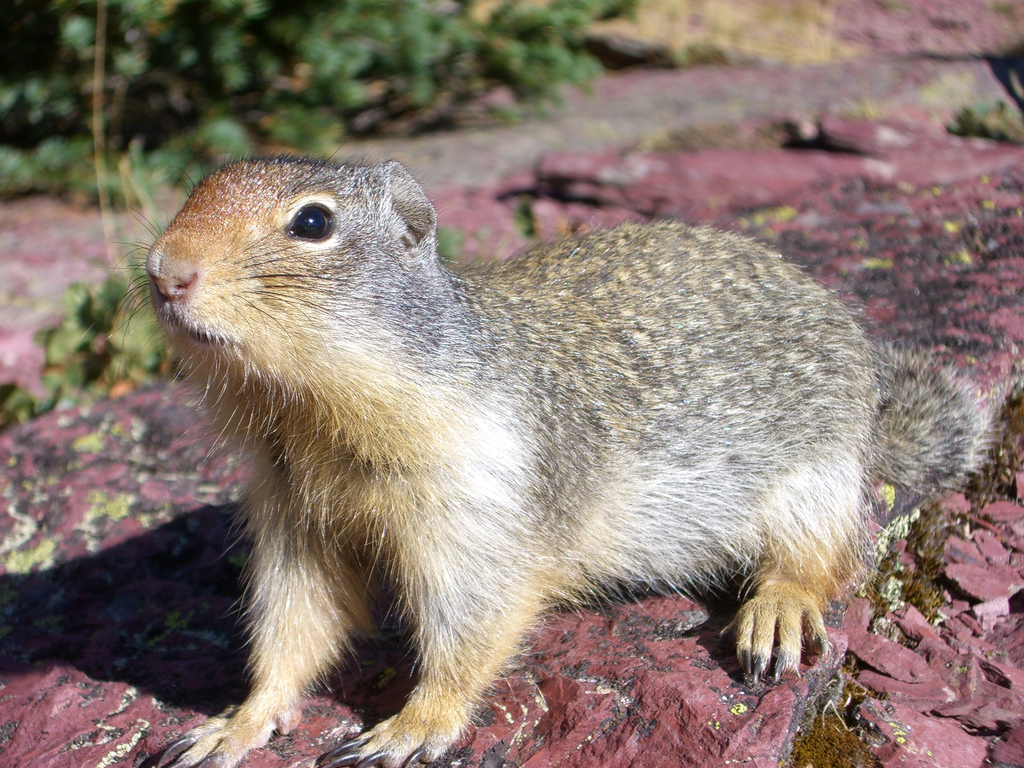
モンタナ州グレイシャー国立公園にて、コロンビアジリス

ロッキー山脈中央部、標高213-2,438メートルの高山の草地に生息する。社会性があり、大きな群れで生活する。オスは生まれた場所から分散し、親類ではない複数のメスの中で群れを確立する。メスは一般的に生まれた群れにとどまるが、新しい地域へ移動することもある。昼行性で、夜は巣穴に戻る。巣穴は精巧に作られており、冬眠にも使用する。冬眠用の巣穴の中には、細かくちぎった草でドーム状の巣を作る。しばしば排水用の穴も掘られ、秋や春の雨で巣穴が洪水になるのを防いでいる。1年のうちおよそ8.5か月を冬眠して過ごし、残りのわずか3.5か月しか活動しない。冬眠前には早春に備え、巣穴に食物を蓄える。オスは植物が育ち始める前に冬眠から目覚めるため、生き残るためにはこの食物の貯蓄が重要になる。

### 食性
植物食。根、球根、茎、葉、種、実など、多様な植物を餌とする。好んで食べるのは タンポポ、チモシー、クローバー、ノコギリソウ。時として、昆虫、ネズミ、死んだ魚などの動物質の食物も摂取する。芽や実を採るために、樹木や低木に登ることもある。

### 繁殖

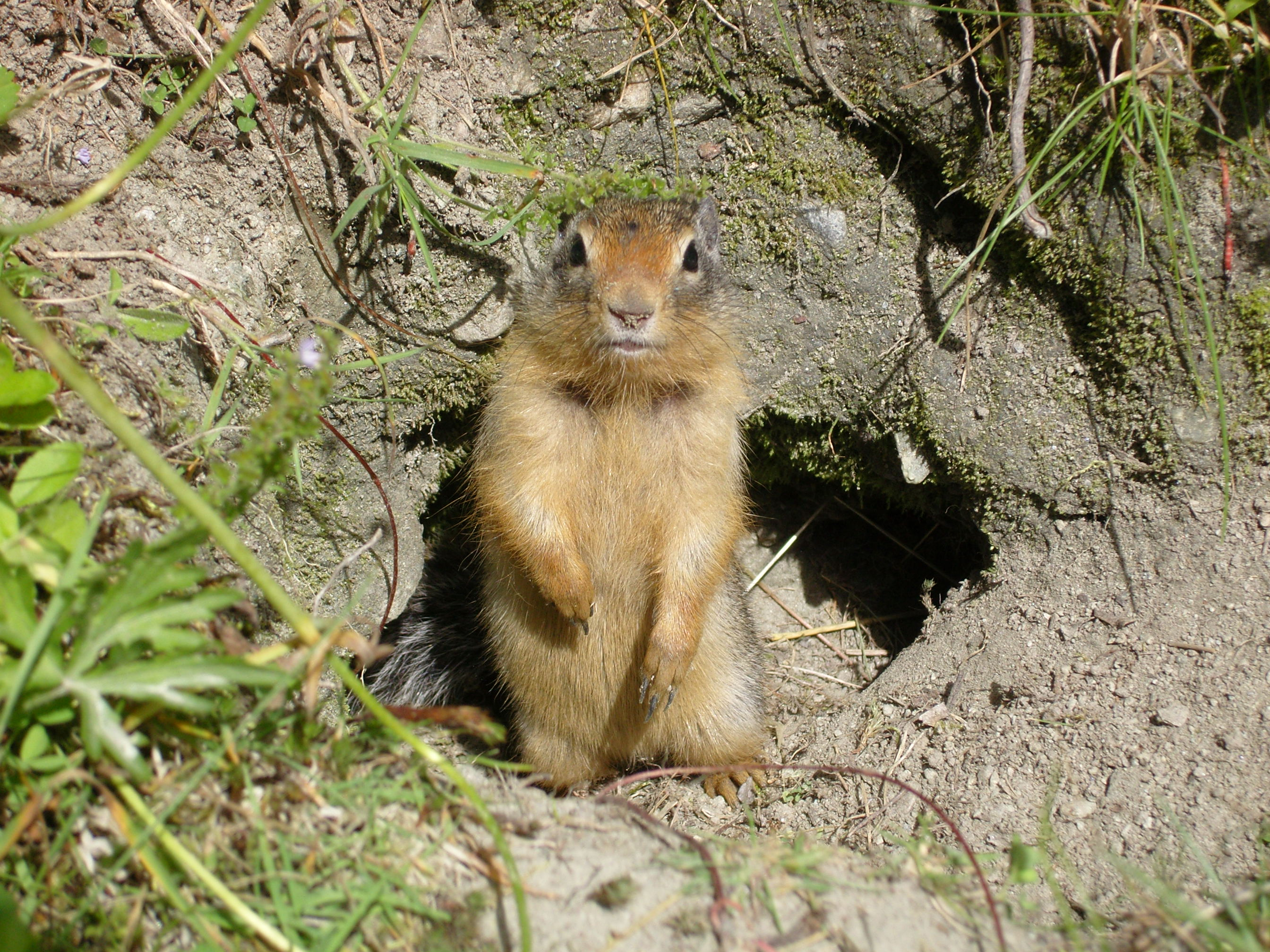
ブリティッシュコロンビア州ロジャース峠にて、巣穴から現れたコロンビアジリス

春の初め頃、メスが冬眠から覚めると交尾する。妊娠期間は24日。5月下旬から6月にかけて、平均2.7匹の子を出産する。生まれたとき、子の体重は6.8-11.4グラムほどしかないが、その後、急速に成長する。生後3日で毛が生え、生後15日には歩くようになる。生後30日で離乳するが、生まれて最初の冬が終わるまでは母親のそばで過ごす。オスは生後3年、メスは2年で性成熟する。

## 分類
2亜種が確認されている。
- コロンビアジリス Urocitellus columbianus
  - U. c. columbianus – オレゴン州北東部を除く、ほとんどの生息域に分布[3]。
  - U. c. ruficaudus – オレゴン州北東部に分布[3]。

## 人間との関係
絶滅危機には瀕していないが、コロンビアジリスが継続して毒殺されていることの影響が指摘されている。ジリスは放牧された牛と同じ草を食べるため害獣とみなされ、多くの牧場主がジリスの個体数を管理するために毒を使用する。こうした行動は、ジリスを獲物とするヒグマやコヨーテ、テン属、アメリカアナグマ、ピューマ、タカにも悪影響を及ぼす。